# Невромаркетинг
Невромаркетингът е нова област на маркетинга, която изучава сетивно-двигателните, когнитивните и емоционалните реакции на потребителите, подложени на маркетингови стимули като наименование, лого и други атрибути на бранда, съчетания на цветове, звукови сигнали, символи и други. За разлика от невроикономиката, която има по-теоретичен уклон, изучавайки основните механизми на вземането на решения, невромаркетингът е приложна област, която използва апаратура за образна медицинска диагностика за нуждите на маркетинговите проучвания.
Маркетолозите, занимаващи се с невромаркетинг, използват функционален магнитен резонанс, за да измерват промените в активността на различни части от мозъка, електроенцефалография за мониторинг на спонтанната електрична активност на мозъка, а също и сензори за измерване на промените във физиологическото състояние на организма като сърдечна честота, дихателна честота, кожно-галванични реакции, като по този начин изучават защо потребителите вземат определени решения и кои части от мозъка им участват в този процес. По този начин невромаркетолозите се опитват по-точно да оценят потребителските предпочитания, чието вербално изражение не винаги е истинно поради съществуващите предубеждения.

## История
Смята се, че терминът невромаркетинг е лансиран през 2002 година от Ейл Смидтс, а първият маркетолог, използвал функционален магнитен редонанс е Джералд Залтман от Харвардския университет, около 1999 година. Друго цитирано име на пионер на невромаркетинга е това на невролога Антонио Дамасио, известен с твърдението си, че при вземане на решения хората подхождат не само рационално, но и емоционално. Предпоставките за възникването на невромаркетинга обаче датират от по-рано. В края на 1960-те години започват първите изследвания с пупилометри – устройства, измерващи спонтанното разширяване на зениците – като индикатор на интерес у потребители, разглеждащи опаковки на продукти или печатна реклама. Пионер в областта е Херберт Кругман. По същото време маркетолози правят експерименти, свързани с кожно-галванични реакции на хора като възможен показател за емоционалните им реакции към реклами. Впоследствие се разработват технологии за проследяване движението на очите, които разкриват кои части от страниците/телевизионните кадри приковават вниманието на читателите/зрителите. Получените от тези проучвания сведения днес масово се използват при определянето на тарифите за рекламна площ в печатната, телевизионната и интернет рекламата. През 1970-те отново Кругман и Флеминг Хансен започват да изучават с електроенцефалограф мозъчните процеси, протичащи в лявото и дясното мозъчни полукълба на хора, подложени на рекламни въздействия. През 1981 година за мониторинг на мозъчни вълни за маркетингови цели за първи път е използван томограф.